# Schistosoma
Schistosomes
Genre
Les schistosomes (Schistosoma) forment un genre de trématodes parasitaires. En général, ces vers plats sont accouplés en permanence. En tant que parasites de l'homme et des animaux ils sont responsables des bilharzioses. Les signes cliniques durant la phase d'état sont dus à la formation de granulomes dans les tissus.
Leurs hôtes intermédiaires sont des mollusques d'eau douce (bulin, planorbe, ... selon l'espèce).

## Liste des espèces
Chaque espèce a un tropisme sélectif
- Schistosoma mansoni chez l'homme, responsable de bilharziose intestinale, en Afrique, en Amérique tropicale et aux Antilles.
- Schistosoma haematobium chez l'homme, responsable bilharziose vésicale en Afrique, Inde et Péninsule arabique.
- Schistosoma japonicum chez l'homme, responsable de bilharziose artério-veineuse en Chine, Japon et Thaïlande.
- Schistosoma mekongi chez l'homme, responsable de bilharziose artério-veineuse en Chine, Japon et Thaïlande.
- Schistosoma intercalatum chez l'homme, responsable de bilharziose rectale en Afrique centrale
- Schistosoma bovis, chez les bovins, les ovins et les équidés
- Schistosoma nasale, chez les bovidés et les équidés
- Quelques rares cas d'hybrides entre deux espèces ont été signalés[1].

Dans un autre genre :
- Ornithobilharzia turkestanika, chez les bovins, ovins et équidés

## Morphologie

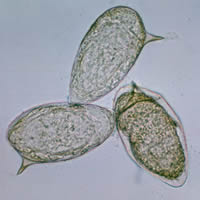
Œufs de Schistosoma mansoni.

La femelle est plus longue mais plus mince que le mâle, et elle vit en permanence dans le canal gynécophore du mâle ; elle mesure de 15  à   25 mm et est de forme cylindrique. Le mâle, plat, mesure de 8  à   12 mm. Les deux portent des ventouses.
Les œufs mesurent de 90 à 190 microns (0,09 à 0,19 mm) selon l'espèce, avec un éperon terminal ou latéral.

## Cycle

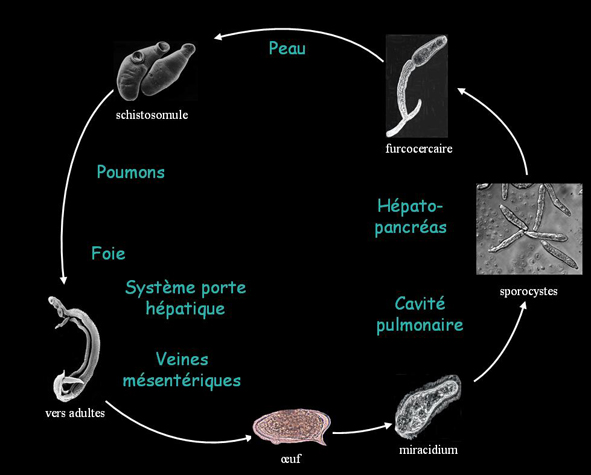
Schéma du cycle de vie de Schistosoma.

Le schistosome se développe au cours d’un cycle dixène gonochorique où l’hôte intermédiaire est un mollusque d’eau douce, spécifique de chaque espèce de schistosome (Biomphalaria glabrata dans le cas de S. mansoni), et l’hôte définitif un mammifère (humain, rat, bœuf).
La pénétration de la forme infestante, la furcocercaire (cercaire à queue fourchue) issue du mollusque, chez l’hôte définitif, se fait par voie transcutanée, lors de périodes de baignades en eau douce et stagnante. Au cours de la pénétration, la furcocercaire subit des modifications morphologiques et biochimiques - notamment la perte de la queue - aboutissant à sa métamorphose en schistosomule. Deux à quatre jours après l’infection, le schistosomule quitte le derme, gagne la lumière d’un vaisseau lymphatique ou sanguin, puis est entraîné jusqu’au cœur et aux poumons où il séjourne quelques jours, bloqué au niveau des capillaires sanguins. Le schistosomule subit une maturation, essentiellement morphologique, qui lui permet de quitter les poumons et de gagner le système circulatoire péri-hépatique où il se différencie en schistosome adulte mâle ou femelle sexuellement mûr. La femelle atteint sa maturité sexuelle dès lors qu’elle se loge dans le canal gynécophore du mâle. Le couple migre alors vers le lieu de ponte (plexus mésentériques pour S.mansoni) où il se localise définitivement, restant accouplé quasi en permanence. À ce stade, la femelle commence à pondre des œufs en continu (jusqu’à 300 par jour pour S. mansoni), dont une partie est piégée dans les tissus où ils formeront des granulomes, à l’origine de la pathologie. L’autre partie des œufs traverse la paroi intestinale ou vésicale pour finalement être excrétés dans les selles ou les urines. L’œuf en eau douce va éclore et libérer une forme larvaire, le miracidium, extrêmement mobile, qui est la forme infestante de l’hôte intermédiaire. Chez les mollusques, le miracidium se transforme en sporocystes primaires puis, par bourgeonnement, en sporocystes secondaires, chacun donnant naissance à une furcocercaire qui sera libérée à des instants précis de la journée, coïncidant généralement avec les périodes de contact aquatique des populations.

## Traitement
Depuis 2005, le praziquantel est le traitement de première intention de la bilharziose humaine.

## Prophylaxie
Éviter le contact avec des eaux suspectes. Les sujets parasités doivent être traités car à l'origine de contamination.